# Ula kiushiuensis
Ula kiushiuensis är en tvåvingeart som beskrevs av Alexander 1933. Ula kiushiuensis ingår i släktet Ula och familjen hårögonharkrankar. Inga underarter finns listade i Catalogue of Life.